# Adolphe Quetelet
Lambert Adolphe Jacques Quételet (Gent, 22. veljače 1796. – Bruxelles, 17. veljače 1874.), flamanski astronom, matematičar, statističar i sociolog. 
Osnivač je opservatorija u Bruxellesu, a kao znanstvenik je poznat po uvođenju statističkih metoda u društvene znanosti. Utemeljitelj je antropometrije kao znanosti, i razvio je ljestvicu indeksa tjelesne mase, izvorno nazvanu "Queteletov indeks".

## Životopis
Rođen je u Gentu, u Belgiji, gdje je i studirao, te 1815. počeo predavati matematiku. 1819. seli u Bruxelles, a iste godine dovršava svoju doktorsku disertaciju De quibusdam locis geometricis, necnon de curva focal (O novim svojstvima žarišne duljine i drugih krivulja). 1820. postaje član Royal Academy-je. Sudjelovao je u osnivanju nekoliko međunarodnih znanstvenih udruženja i časopisa. 1855. dobiva moždani udor, no nastavlja sa znanstvenim radom. Umire u Bruxellesu 1874.